# أنزيليكا شفتشينكو
أنزيليكا شفتشينكو (بالأوكرانية: Анжеліка Вікторівна Шевченко)‏ هي منافسة ألعاب القوى أوكرانية، ولدت في 29 أكتوبر 1987 في سيفاستوبول في أوكرانيا.

## وصلات خارجية
- أنزيليكا شفتشينكو على موقع الاتحاد الدولي لألعاب القوى (الإنجليزية)
- أنزيليكا شفتشينكو على موقع أوليمبيديا (الإنجليزية)